# Ed Davis
Edward Adam Davis, detto Ed (Washington, 5 giugno 1989), è un cestista statunitense, professionista nella NBA. È il figlio di Terry Davis.

## Carriera
È stato selezionato dai Toronto Raptors al primo giro del Draft NBA 2010 (13ª scelta assoluta).

## Statistiche

### College
| Anno      | Squadra             | PG | PT | MP   | TC%  | 3P% | TL%  | RP  | AP  | PRP | SP  | PP   |
| --------- | ------------------- | -- | -- | ---- | ---- | --- | ---- | --- | --- | --- | --- | ---- |
| 2008-2009 | N. Carol. Tar Heels | 38 | 2  | 18,8 | 51,8 | -   | 57,3 | 6,6 | 0,6 | 0,4 | 1,7 | 6,7  |
| 2009-2010 | N. Carol. Tar Heels | 23 | 23 | 27,9 | 57,8 | -   | 65,9 | 9,6 | 1,0 | 0,4 | 2,8 | 13,4 |
| Carriera  | Carriera            | 61 | 25 | 22,2 | 54,8 | -   | 62,3 | 7,7 | 0,7 | 0,4 | 2,1 | 9,2  |

### NBA

#### Regular season
| Anno      | Squadra             | PG  | PT  | MP   | TC%  | 3P% | TL%  | RP  | AP  | PRP | SP  | PP  |
| --------- | ------------------- | --- | --- | ---- | ---- | --- | ---- | --- | --- | --- | --- | --- |
| 2010-2011 | Toronto Raptors     | 65  | 17  | 24,6 | 57,6 | 0,0 | 55,5 | 7,1 | 0,6 | 0,6 | 1,0 | 7,7 |
| 2011-2012 | Toronto Raptors     | 66  | 9   | 23,2 | 51,3 | 0,0 | 67,0 | 6,6 | 0,9 | 0,6 | 1,0 | 6,3 |
| 2012-2013 | Toronto Raptors     | 45  | 24  | 24,2 | 54,9 | 0,0 | 64,7 | 6,7 | 1,2 | 0,6 | 0,8 | 9,7 |
| 2012-2013 | Memphis Grizzlies   | 36  | 4   | 15,1 | 51,7 | 0,0 | 56,9 | 4,4 | 0,2 | 0,4 | 1,3 | 5,1 |
| 2013-2014 | Memphis Grizzlies   | 63  | 4   | 15,2 | 53,4 | 0,0 | 52,8 | 4,1 | 0,4 | 0,3 | 0,7 | 5,7 |
| 2014-2015 | L.A. Lakers         | 79  | 24  | 23,3 | 60,1 | 0,0 | 48,7 | 7,6 | 1,2 | 0,6 | 1,2 | 8,3 |
| 2015-2016 | Portland T. Blazers | 81  | 0   | 20,8 | 61,1 | 0,0 | 55,9 | 7,4 | 1,1 | 0,7 | 0,9 | 6,5 |
| 2016-2017 | Portland T. Blazers | 46  | 12  | 17,2 | 52,8 | 0,0 | 61,7 | 5,3 | 0,6 | 0,3 | 0,5 | 4,3 |
| 2017-2018 | Portland T. Blazers | 78  | 0   | 18,9 | 58,2 | 0,0 | 66,7 | 7,4 | 0,5 | 0,4 | 0,7 | 5,3 |
| 2018-2019 | Brooklyn Nets       | 81  | 1   | 17,9 | 61,6 | 0,0 | 61,7 | 8,6 | 0,8 | 0,4 | 0,4 | 5,8 |
| 2019-2020 | Utah Jazz           | 28  | 1   | 10,8 | 47,8 | 0,0 | 50,0 | 3,8 | 0,4 | 0,4 | 0,3 | 1,8 |
| 2020-2021 | Minnesota T'wolves  | 23  | 7   | 13,0 | 43,2 | 0,0 | 83,3 | 5,0 | 0,9 | 0,6 | 0,6 | 2,1 |
| 2021-2022 | Cleveland Cavaliers | 31  | 3   | 6,5  | 68,8 | -   | 42,9 | 2,1 | 0,2 | 0,1 | 0,3 | 0,9 |
| Carriera  | Carriera            | 722 | 106 | 19,1 | 56,7 | 0,0 | 58,3 | 6,4 | 0,7 | 0,5 | 0,8 | 5,9 |

#### Play-off
| Anno     | Squadra             | PG | PT | MP   | TC%  | 3P% | TL%  | RP  | AP  | PRP | SP  | PP  |
| -------- | ------------------- | -- | -- | ---- | ---- | --- | ---- | --- | --- | --- | --- | --- |
| 2013     | Memphis Grizzlies   | 8  | 0  | 6,0  | 41,7 | 0,0 | 75,0 | 1,4 | 0,0 | 0,0 | 0,1 | 1,6 |
| 2014     | Memphis Grizzlies   | 7  | 0  | 3,6  | 30,0 | 0,0 | 0,0  | 2,1 | 0,0 | 0,1 | 0,4 | 0,9 |
| 2016     | Portland T. Blazers | 11 | 0  | 18,6 | 52,5 | 0,0 | 57,6 | 6,8 | 1,3 | 0,2 | 0,6 | 5,5 |
| 2018     | Portland T. Blazers | 4  | 0  | 17,8 | 50,0 | 0,0 | 25,0 | 8,0 | 0,0 | 0,0 | 0,3 | 2,8 |
| 2019     | Brooklyn Nets       | 3  | 0  | 13,7 | 70,0 | 0,0 | 0,0  | 6,3 | 0,7 | 0,0 | 0,3 | 5,3 |
| Carriera | Carriera            | 33 | 0  | 11,8 | 50,0 | 0,0 | 56,8 | 4,6 | 0,5 | 0,1 | 0,4 | 3,2 |

## Palmarès
- McDonald's All-American Game (2008)
- Campione NCAA (2009)